# Тимохин, Виктор Васильевич
Виктор Васильевич Тимохин (1931 или 1932) — советский футболист, полузащитник.

## Карьера
Воспитанник украинского футбола. Выступал за команды «Красное Знамя» (Иваново), «Трудовые резервы» (Ворошиловград), «Локомотив» (Донецк). В 1959—1960 годах играл в классе «А» за клуб «Шахтер» (Сталино). Всего в элите советского футбола провёл 12 игр.
В 1961 году завершил карьеру, дальнейшая судьба неизвестна.